# Keffer

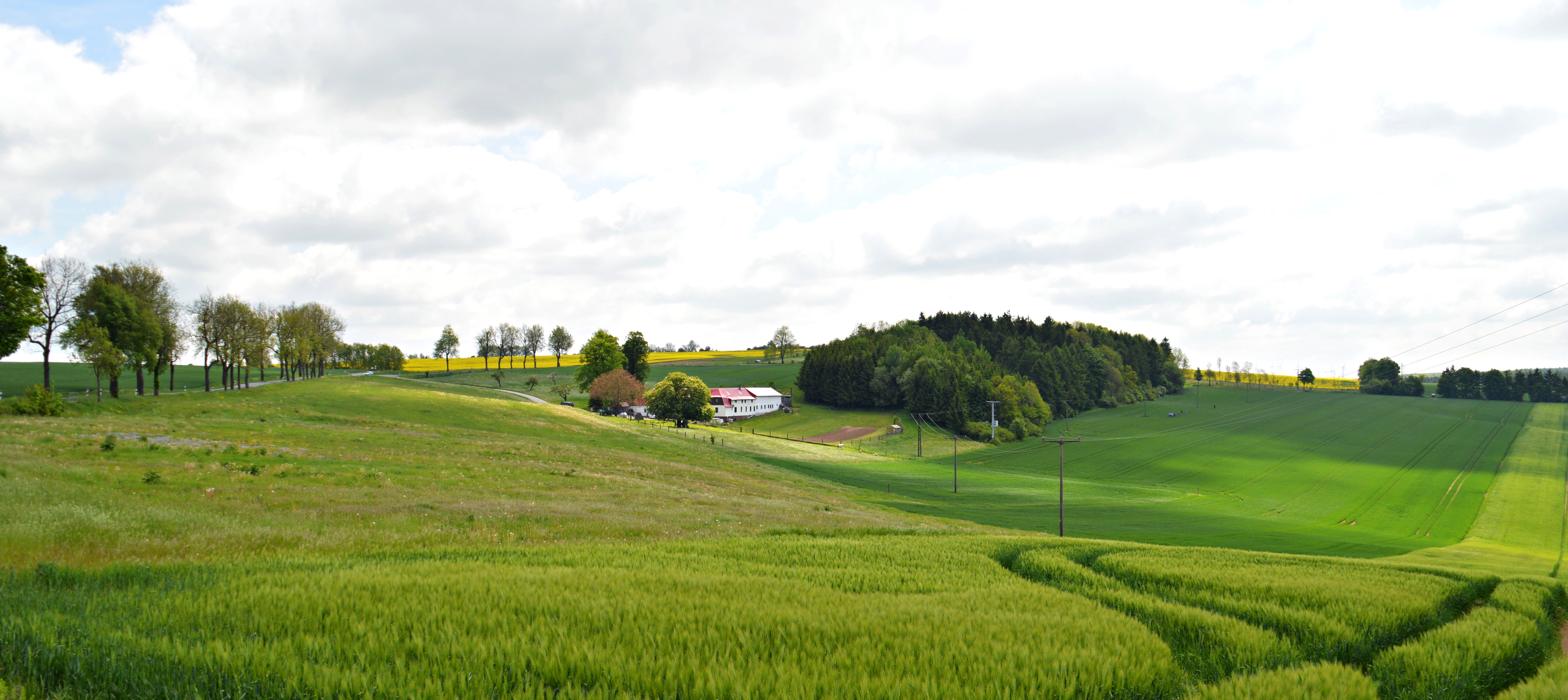
Die Landschaft am Keffer mit dem Neuen Haus

Der Keffer ist eine historische Flurbezeichnung für eine Erhebung auf der Eichsfelder Höhe  nordwestlich von Wachstedt im Landkreis Eichsfeld.

## Geographie

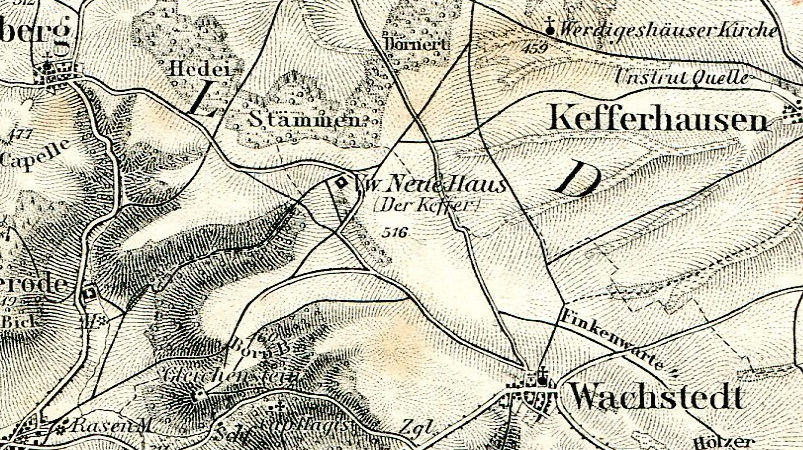
Der Keffer auf einer topographischen Karte von 1880

Die Landschaft um die zweithöchste Erhebung des Oberen Eichsfeldes mit einer Höhe von 520,4 m ü. NHN befindet sich unmittelbar nordwestlich von Wachstedt, südöstlich von Flinsberg und westlich von Kefferhausen. Sie ist Teil der in Nord-Süd-Richtung verlaufenden Elbe-Weser-Wasserscheide und der sich nach Westen anschließenden Wasserscheide zwischen den Einzugsgebieten der Werra und der Leine. Folgende Quellgebiete befinden sich an der Wasserscheide: der Ochsenberggraben zur Leine, ein Quellarm der Rosoppe, Kümmelbach und Steingraben (Lutter) zur Werra sowie der Oberlauf der Unstrutquelle mit Borkel und Langer Grund zur Elbe.
Die Landesstraße 1006 von Wachstedt nach Flinsberg und die Kreisstraße 229 von Wachstedt nach Heuthen führen über die Anhöhe. Die gesamte Höhenlage wird überwiegend landwirtschaftlich genutzt (Acker- und Weideland durchsetzt mit Heckenrainen), nur im Norden schließen sich Waldgebiete (Stämmen und Die Hörner) an. Ein südöstlicher Ausläufer des Höhenzuges ist die Finkenwarte (494,6 m).
Die höchsten Erhebungen auf der Eichsfelder Höhe wie der Keffer, Warteberg und Rain sind Platten aus Trochitenkalk, die teilweise mit einer kleinen Schichtstufe auf dem Muschelkalkplateau aufsitzen.

## Namensherkunft
Namentlich genannt wurde die Gegend bereits 1610 „im Keffer“ und bis Anfang des 20. Jahrhunderts als „der Keffer“. In topographischen Karte ab dem 20. Jahrhundert ist die Berghöhe namentlich nicht mehr gekennzeichnet.
Eine sichere Erklärung für den geographische Bezeichnung Keffer ist nicht bekannt. Abgeleitet von der Höhe ist vermutlich die Ortsbezeichnung Kefferhausen östlich der Anhöhe. Die Name Kefferhausen tritt bereits 1146, 1262 und 1354 als Kever(e)nhusen in Urkunden auf. Ob die Ortsbezeichnung von Geröll/Kies oder von Tal/Schlucht abgeleitet wurde, ist nicht zu entscheiden. Der Keffergraben bezeichnet eine Senke westlich der Höhe unterhalb der Ibenkuppe, mit einem weiteren Quellarm der Rosoppe.

## Geschichtliches

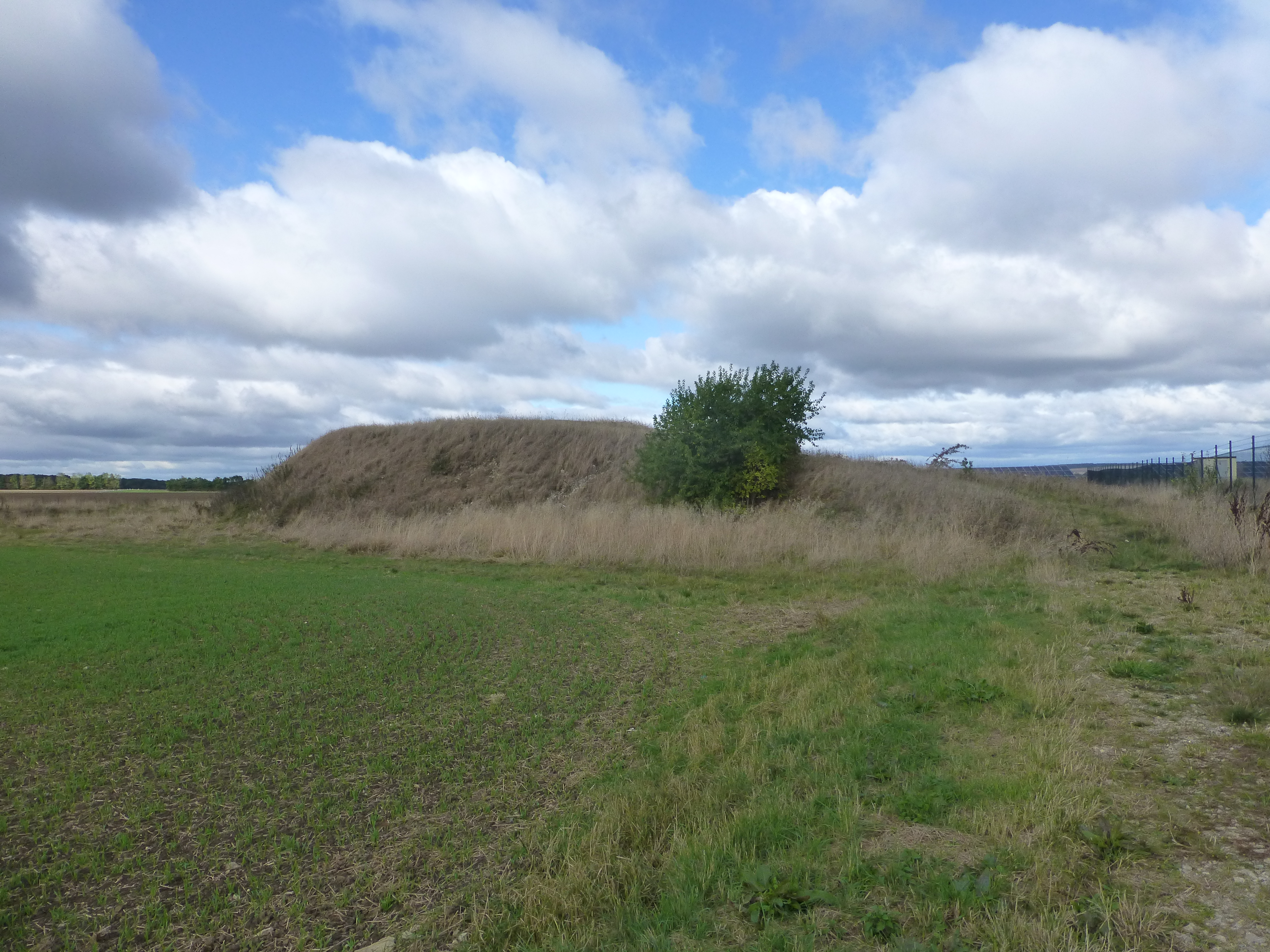
Ehemaliger Radarhügel nördlich von Wachstedt

Über den nördlichen Teil der Höhenlage wird die Anlage einer mittelalterlichen Landwehr vermutet, die eine östliche Verlängerung der Landwehr am Warteberg in Richtung der Wüstung Werdigeshausen und Kefferhausen darstellt, archäologische Nachweise sind aber keine nachweisbar. Auf einem Bergsporn an der westlichen Abbruchkante westlich der Höhe befindet sich die im 12. Jahrhundert errichtete Burg Felsecke und die ab 1241 wieder aufgebauten Burg Gleichenstein. 1866 wurde auf dem Keffer das „Neue Haus“ gebaut, ein ehemaliges Vorwerk des Gutes Gleichenstein.
Nach 1960 war auf einer Bergkuppe (ca. 516,4 m) unmittelbar nördlich von Wachstedt eine Funktechnische Kompanie der 1. Gardepanzerarmee der sowjetischen Streitkräfte in der DDR stationiert und es wurden entsprechende Anlagen wie Gebäude, Radarhügel und Gräben errichtet. Nach Abzug der Truppen wurden die Gebäude zurückgebaut, heute befindet sich dort ein Solarpark.